# Leonardo (Nindža kornjače)
Leonardo (engl. Leonardo) je izmišljeni lik i iz serijala Nindža kornjače. Često se navodi kao vođa tima. Njegov povez za oči je plav (mada izvorno sve Nindža kornjače nose crvene poveze) a oružje dva nindžakena (doslovno nindža mač). Leonardo veoma ozbiljno shvata nindžicu. Kao najstariji od četiri kornjače, najbliskiji je sa Splinterom i veliki deo svog slobodnog vremena provodi u vežbama i meditaciji. Poseduje visoki osećaj časti, i striktni sledbenik bušido koda. Ime je dobio po Leonardu da Vinčiju (ital. Leonardo da Vinci)

## Spoljašnje veze
- Leonardov profil na zvaničnom sajtu o Nindža kornjačama